# Клюєв Віктор Петрович
Клюєв Віктор Петрович — український кінооператор.

## З життєпису
Народ. 23 вересня 1926 р. у м. Каховка Херсонської обл.. Помер 28 вересня 1995 р.
Зняв на студії «Київнаукфільм» стрічки: «Виробництво електроізоляційного паперу» (1964), «Виробництво тарного картону» (1965), «Шахтне будівництво і безпечні методи праці», «Посадка овочевих культур», «Розповідь про Радянський герб» (1966), «Слюсарні роботи» (1967), «Нове життя вагону», «Нові вантажні машини», "Племінний завод «Велика Буромка» (1968), «Тягловий двигун» (1969), «Техніка безпеки у виробництві синтетичного каучуку» (1970) та ін.
Був членом Спілки кінематографістів України.